# Sabkhat El Ghorra
Sabhat El Ghorra o la sabkha d'El Ghorra (àrab: سبخة الغرة, sabẖat al-Ḡurra) és una llacuna salada o sabha de Tunísia situada a la governació de Mahdia, delegació de Chorbane, de la que forma el seu límit sud. És llarga (17 km d'oest a est) i va perdent amplada cap a l'est (7 km a l'oest, 4 al centre i 2 km a l'est). Té una superfície de 67 km². La ciutat principal a la seva rodalia és Ennaffatia, a la part occidental. Chorbane és uns 13 km al nord.